# Rock Racing
Rock Racing (UCI kode: RRC) er et UCI Continental cykelhold grundlagt i 2007 af Michael Ball. Holdet arbejder sammen med Ball's Rock & Republic tøjmærke, deraf navnet Rock Racing. Cyklerne får de af mærket De Rosa.
Holdets rytterliste består primært af ryttere, der tidligere har været i forbindelse med doping, men nu har oversået eventuelle karantæner fra cykelsporten. Holdets biler er af typen Escalade sports utility fra Cadillac. Ball mener at denne kombination skaber et "bad boy"-image, der vil sælge merchandise.

## Opnåede sejre

### 2008
- Vinder, Commerce Bank Reading Classic (Oscar Sevilla)
- Vinder, Tour of Qinghai Lake (Tyler Hamilton)